# Aurelià
Luci Domici Aurelià —Lucius Domicius Aurelianus (llatí)— (9 de setembre 214 o 215 - setembre o octubre 275), conegut com a Aurelià, fou emperador de Roma (270-275). Durant el seu regnat va derrotar els següents pobles bàrbars: alamans, gots, vàndals, iutungs, sàrmates i carps. També va restaurar les fronteres de l'Imperi Romà en reconquerir els escindits Imperi de Palmira a l'est i Imperi de les Gàl·lies a l'oest. Va ordenar la construcció de la Muralla Aureliana a Roma i l'abandonament de la província de la Dàcia. Tots els seus èxits van marcar el final de la crisi del segle iii en la qual es trobava l'imperi, guanyant-se el sobrenom de Restitutor Orbis,('Restaurador del Món') i fou el primer en atorgar-se el títol de dominus et deus (senyor i déu) reflectint la relació de submissió dels habitants de l'imperi als seus sobirans.

## Joventut i ascens al poder
Aurelià era d'origen humil i no es coneix del cert el seu lloc de naixement, però segons la idea general va néixer a Sírmium, Mèsia, potser a Dàcia, a Pannònia, o bé en un lloc entremig. Va entrar a la carrera de les armes al voltant del 235, quan tenia vint anys, i va prendre part en lluites contra els sàrmates on, segons es diu, va matar 48 enemics en un dia i un miler en tota la campanya.
Fou tribú de la Legio VI a la Gàl·lia i allí va lluitar contra els francs a prop de Magúncia. La seva fama com a soldat va anar creixent. Va rebre els títols d'alliberador d'Il·líria i Tràcia, terres de les quals va expulsar els gots, i l'emperador Valerià I el va nomenar cònsol al mateix temps que fou adoptat per Ulpi Crinit (Ulpius Crinitus) qui el va fer el seu hereu i li va oferir la seva filla Úlpia Severina en matrimoni. El seu nomenament com a cònsol apareix als Fasti el 22 de maig del 257.
Sota Gal·liè no va tenir cap paper rellevant, però segons l'historiador Sext Aureli Víctor, Aurelià va participar en la mort de Gal·liè i va donar suport a Claudi II, però altres fonts no ho esmenten. L'emperador Claudi II el Gòtic el va nomenar comandant de l'exèrcit en lloc del seu pare adoptiu i comandant de la cavalleria (dux equitum).
La seva participació liderant la cavalleria fou decisiva per derrotar els gots en la batalla de Naïssus i en les batusses que seguiren la batalla, perseguint-los sense descans en la seva fugida fins a derrotar-los completament. En morir Claudi II a Sírmium el 270, Aurelià fou aclamat successor per les seves legions.

## Oposició de Quintil
A la mort de Claudi, afectat per una epidèmia que havia delmat tant als gots com als romans, el seu germà Marc Aureli Quintil s'havia proclamat emperador a Aquileia amb suport del senat, però com en casos anteriors, els soldats no el van recolzar, preferint escollir un dels seus generals. Així fou com Aurelià fou proclamat emperador el setembre del 270. Algunes versions diuen que Quintil, abandonat pels seus soldats, es va suïcidar en menys de tres setmanes i Aurelià va agafar la porpra imperial. Més tard, Aurelià diria que Claudi l'havia nomenat successor en el seu llit de mort, però segurament això fou pura propaganda. De totes maneres, Aurelià sempre va considerar que el seu regnat va començar el dia de la mort de Claudi, entenent doncs que Quintil no fou més que un usurpador.

## Vencedor dels bàrbars
Ja com a emperador, Aurelià va iniciar la campanya contra els gots, el iutungs i els vàndals a Pannònia i els va derrotar, expulsant-los del territori romà; els fills de dos reis van quedar com a ostatges junt amb altres nobles gots i aquests van haver d'aportar un contingent de dos mil auxiliars a l'exèrcit romà. El 270 Aurelià va haver d'abandonar el marge esquerre del Danubi a la Dàcia cessant llavors les seves incursions, ocupant els gots aquesta província. Per celebrar aquests triomfs, Aurelià va guanyar el títol de Sarmaticus Maximus i Dacicus Maximus.
Internament es va enfrontar a usurpadors com Septimi, Urbà i Domicià II, així com la revolta de Felicissimus, derrotant-los a tots.
El 271 els alamans tornaren a envair Itàlia, creuant el Po i ocupant Piacenza. Aurelià, que en aquells moments es trobava a Pannònia controlant la retirada dels vàndals, va retornar a Itàlia, però fou emboscat i derrotat en la batalla de Placència. Aurelià, però, va aconseguir refer-se i poc després tornava a presentar batalla, aquest cop aconseguint la victòria i obligant-los a tornar a travessar el riu. Aurelià els va perseguir i derrotar totalment en la batalla de Pavia (271). Aquestes victòries li guanyaren el sobrenom de Germanicus Maximus. Malgrat tot, els bàrbars havien estat molt a la vora de Roma i la població havia viscut moments de pànic, així que l'emperador va ordenar la construcció de la Muralla Aureliana al voltant de Roma, per millorar les defenses de la ciutat.
També va prendre sagnants represàlies per la sedició que havia esclatat davant l'arribada dels bàrbars. Molts ciutadans foren executats per ser rics i així poder confiscar les seves fortunes per reomplir el tresor de l'Estat.

L'Imperi Romà abans de la reconquesta de l'Imperi de Palmira i l'Imperi de les Gàl·lies

## Restaurador de l'Imperi
El 272, Aurelià es va decidir a reconquerir les perdudes províncies orientals, conegudes com l'Imperi de Palmira i governades per la reina Zenòbia. Aquest Imperi comprenia Síria, Palestina, Egipte i territoris de l'Àsia Menor. En el seu camí, Aurelià va passar per Tràcia on van derrotar els bàrbars de la frontera dirigits per Cannabaudes. Per aquest triomf, Aurelià es va guanyar el títol de Gothicus Maximus, si bé va decidir abandonar la província de Dàcia al nord del Danubi, per estar massa exposada i ser difícil de defensar. Els territoris al sud del Danubi s'integraren a Mèsia, sota el nom de Dàcia Aureliana, amb Sofia com a capital.
Seguidament va travessar el Bòsfor, cap a Bitínia i Frígia. Els romans van assaltar Tíana que els havia tancat les portes però que es va salvar de la destrucció mercès a Apol·loni de Tíana), ja que aquest s'aparegué a Aurelià en somnis. Els romans van seguir fins a l'Orontes, a la vora del qual es van trobar amb Zenòbia no gaire lluny d'Antioquia. Els palmirans foren rebutjats cap a Emesa on foren de nou derrotats i empesos cap a Palmira. Finalment aquesta fou també conquerida i Zenòbia fou capturada quan intentava fugir. Ella i el seu fill Vabalat foren capturats i enviats a Roma per ser exhibits pels carrers. Malgrat tot, quan Aurelià es trobava a Egipte enfrontant-se a l'usurpador Firmus, Palmira es va revoltar de nou. Aquest cop, Aurelià va tornar a ocupar la ciutat, va massacrar a tota la població, i la va arrasar. Palmira no es recuperaria mai d'aquest cop i Aurelià es guanyaria el títol de Parthicus Maximus (autoritat suprema dels parts) i Restitutor Orientis (Restaurador d'Orient).
De nou a Roma, el victoriós Aurelià va decidir posar fi a l'Imperi de les Gàl·lies, atès que les Gàl·lies, Britànnia i Hispània estaven en mans de Tètric I. Sembla que Tètric va intentar negociar però Aurelià el va derrotar a prop de Châlons-en-Champagne i Tètric es va rendir sense lluita, rendició que li fou recompensada amb un alt càrrec a Itàlia, i els soldats, privats del qui els comandava, foren fàcilment derrotats. Així Aurelià va reunificar l'Imperi Romà i el senat romà el va honorar amb el títol de Restitutor Orbis ("Restaurador del Món").
Va tornar a Roma per celebrar el triomf, que fou d'una magnificència no vista des dels temps de Juli Cèsar. Entre els captius exhibits estaven: Tètric, Zenòbia i el seu fill. En quatre anys havia pacificat totes les fronteres de l'imperi i havia reunificat els territoris, donant-li una nova empenta que encara duraria 200 anys més.

## Reformador

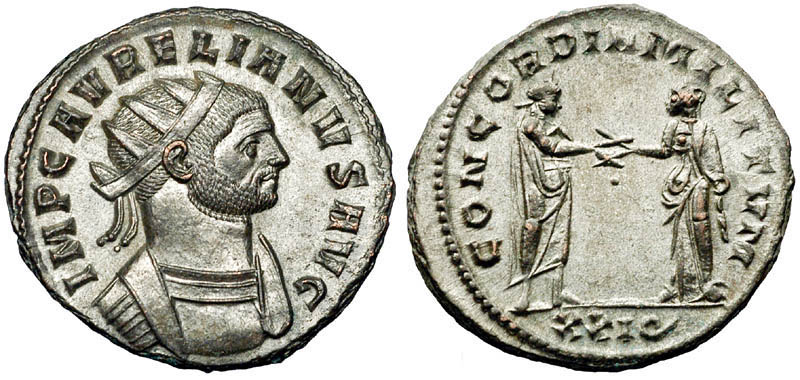
Monedes amb l'efígie de Lluci Domici Aurelià.

Aurelià es va dedicar a ordenar algunes reformes internes i es van promulgar algunes lleis per restringir l'ostentació i el luxe. Es van fer distribucions de gra entre els més pobres; es van crear ports al riu Tíber i es van fer moltes obres públiques, entre les quals la citada muralla de Roma que no es va acabar fins al regnat de Probe.
Poc després va esclatar una revolta a Roma suposadament instigada per alguns acusats de frau en les distribucions, que havien estat descoberts, dirigits per Felicissimus. Aquest tenia el suport d'alguns senadors, segurament els que ja havien recolzat a Quintil com a emperador, en lloc d'Aurelià. Tot i que Felicíssim fou executat tot just començar la revolta, fins a set mil soldats es diu que van morir en les lluites que es van produir al turó Celi (Coelius) abans que la revolta fos finalment reprimida.
Aureli es va proposar fer una reforma monetària per solucionar part de les causes que havien dut a la crisi econòmica del segle iii. Per una banda, va afavorir l'enfortiment de les cases de moneda provincials perquè poguessin operar de manera continuada i no intermitent com ho feien abans, per contra va reduir el volum de producció de les cases de la moneda a Roma, que havien donat feina a un nombre d'empleats ara desocupats i difícils de gestionar socialment, mitjançant el tancament de 7 fàbriques de moneda d'un total de 12 que hi havia a la ciutat. No s'ha de confondre aquestes noves cases de moneda provincials amb les antigues que fabricaven moneda només vàlida dins l'àmbit provincial les quals van ser abolides excepte la casa de moneda d'Alexandria. Es tractava de centenars de petites cases de la moneda d'àmbit local, presents principalment en les províncies orientals, que emetien monedes de bronze, a partir de llavors sense valor.Amb això va augmentar el volum de moneda en circulació i un millor control sobre les emissions.
En el camp religiós, Aurelià va reforçar la posició del Sol Invictus com a déu principal dels romans, encara que mai va perseguir cap religió.

## Mort i llegat
Després Aurelià va fer una sèrie de visites a províncies. A la Gàl·lia va derrotar el rebel Faustí, un oficial que havia assolit la successió de Tètric, i també va derrotar els bàrbars a Vindilicia (Germània).
Aurelià va començar a concentrar un fort exèrcit a Tràcia per una expedició contra els perses, però mai arribaria al seu destí. Durant el seu regnat havia estat molt estricte amb els oficials corruptes i tenia una llista amb aquells que havien de ser executats. El seu llibert i secretari privat Mneste (Mnestheus), temerós de figurar-hi, la va fer pública als afectats i alguns d'ells, amb Mucapor i altres oficials de la Guàrdia Pretoriana al capdavant, assassinaren l'emperador a Cenofrúrium el setembre del 275. Encara que la conspiració fou descoberta i Mneste fou condemnat a mort, ja no s'havia pogut aturar el crim.
La seva dona Úlpia Severina va assolir el comandament imperial durant sis mesos fins a l'elecció de Tàcit, ja que el senat estava dubtós de qui escollir.
Encara que curt, el regnat d'Aurelià va reunificar el fragmentat territori de l'imperi, alhora que va aturar amb èxit les invasions dels bàrbars que amenaçaven la mateixa Roma. El seu assassinat va impedir que es duguessin a terme les reformes que tenia al cap i que segurament haurien aportat la necessària estabilitat política que no arribaria fins a 20 anys més tard, amb el regnat de Dioclecià.